# Chorebus solstitialis
Chorebus solstitialis är en stekelart som först beskrevs av Stelfox 1951.  Chorebus solstitialis ingår i släktet Chorebus och familjen bracksteklar. Inga underarter finns listade i Catalogue of Life.